# Ариокарпус агавовидный
Ариока́рпус агавови́дный (лат. Ariocarpus agavoides (Castaneda) E.F.Anderson) — суккулент из рода Ариокарпус семейства Кактусовые. Также известен под старым названием Неогомезия агавовидная (лат. Neogomesia agavoides Castaneda).

## История
Ариокарпус агавовидный был обнаружен в 1941 году Марселло Кастаньедой, инженером из мексиканского штата Тамаулипас, недалеко от городка Тула (Tula). Отметив несомненное сходство найденного растения с кактусами рода Ариокарпус, Кастаньеда, опираясь на своеобразие плодов и цветов, выделил его в новый вид и род — Neogomesia agavoides (или N. agavioides).
В 1962 году Эдвард Андерсон, проводя ревизию рода Ариокарпус, тщательно изучил N. agavoides (в том числе и в местах естественного произрастания) и пришел к выводу, что эти растения принадлежат к роду Ариокарпус и оснований для выделения их в самостоятельный род недостаточно. Франц Буксбаум признал правоту Андерсона и в своей систематике кактусов поместил их в род Ариокарпус. Курт Баккеберг, напротив оставил Неогомезию самостоятельным родом. В СССР была принята таксономическая система Баккеберга, поэтому у нас растение было распространено под названием Neogomesia. В настоящее время, большинство специалистов, изучающих семейство кактусовых согласны с Э. Андерсоном.

## Биологическое описание

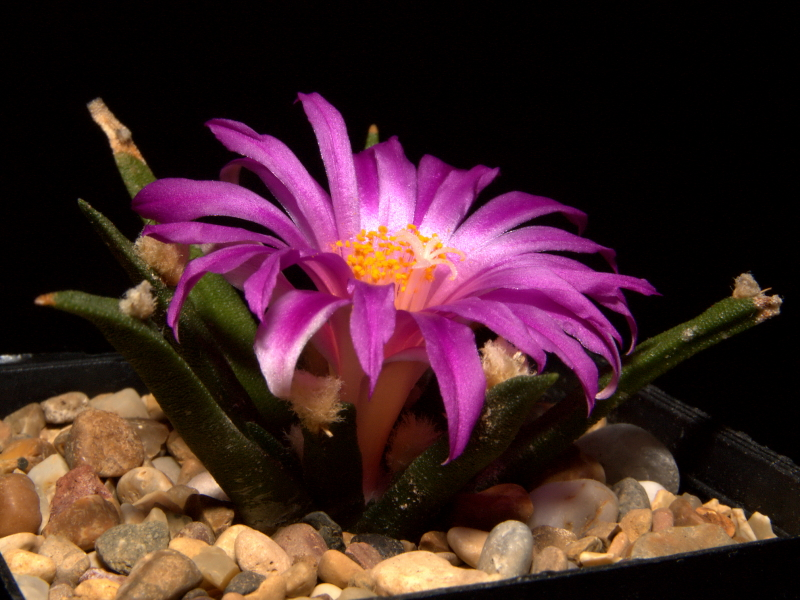
Цветок Ариокарпуса агавовидного

Небольшое растение, во взрослом состоянии достигающее в диаметре 8 см. Стебель яйцеобразный, покрыт темно-зеленой, зернистой кожицей, длинные, до 4 см, туберкулы делают его похожим на небольшую агаву. На верхних сторонах туберкул, вблизи верхушек, расположены опушенные ареолы, похожие на комочки нежного желтоватого пуха. Колючек 2-3, они гибкие, сероватые, но могут и отсутствовать.
Внутри растения существует система слизевых каналов, характерная для всех представителей рода Ариокарпус. Слизевые каналы, вероятно, помогают сохранять влагу в засушливый период. Этой же цели служит и мягкий, реповидный корень, на долю которого может приходится до 80 % массы растения.
Цветки нежные, шелковисто-розовые, сравнительно крупные с тонкой цветочной трубкой, имеют длину 4-5 см. Появляются из ареол только на молодых туберкулах, остаются открытыми всего один день. Плоды удлиненные от пурпурно-розового до красновато-коричневого цвета, 1-2 см в длину. Семена неправильной формы, черные, легко прорастающие, сохраняют всхожесть несколько лет.

## Ареал
Ariocarpus agavoides — эндемичный вид, имеющий небольшой ареал на границе горного хребта Сьерра-Мадре-Ориентал, на высоте 1200—1300 метров над уровнем моря. Долгое время было известно только одно место произрастания этих растений — небольшой район, площадью в несколько десятков квадратных километров, недалеко от городка Тула (Tula) мексиканского штата Тамаулипас. К середине семидесятых годов двадцатого века, эта популяция была хищнически опустошена сборщиками кактусов, растения стали встречаться крайне редко. Однако позже, были найдены две изолированные популяции в штате Сан-Луис-Потоси.

## Условия произрастания
Ариокарпус агавовидный растет на каменистых склонах известняковых холмов, иногда в тени других растений. Благодаря небольшим размерам и тому, что большая часть стебля расположена под землей, он труднозаметен, выделяясь лишь в период цветения. Реакция почвы близка к нейтральной: рН 7,1. Почва богата гумусом.
Климатические условия характеризуются крайне неравномерным распределением осадков. Зима, осень и весна обычно совершенно сухие, температура зимой не опускается ниже нуля. Летом могут выпадать очень обильные дожди, температура иногда превышает 50° С.

## Культура
При корнесобственной культуре, растения этого вида очень уязвимы. Для их выращивания нужна теплица, летом им необходимо много солнца, осенью, зимой и весной — минимум полива. Длинные реповидные корни требуют высокие цветочные горшки и хороший дренаж.
Чаще Ариокарпус агавовидный выращивают в привитом состоянии. Прививка делает культивирование менее сложным.

## Интересные факты
- Местные жители собирали сладкие плоды Ариокарпуса агавовидного и употребляли их в пищу.
- В тканях растения обнаружено пять алкалоидов.